# 芦屋川駅
芦屋川駅（あしやがわえき）は、兵庫県芦屋市西山町にある、阪急電鉄神戸本線の駅。駅番号はHK-10。

## 歴史
- 1920年（大正9年）7月16日：阪神急行電鉄（当時の社名）神戸線開通と同時に開業[3]。
- 1957年（昭和32年）：駅舎改築[2]。
- 1995年（平成7年）
  - 1月17日：阪神・淡路大震災により被災。営業休止となる。
  - 4月7日：夙川駅 - 岡本駅間が復旧[3]。同区間で普通列車の折り返し運転を開始。
  - 6月1日：岡本駅 - 御影駅間が復旧[3]。夙川駅 - 神戸高速鉄道新開地駅間で普通列車の折り返し運転を開始。
  - 6月12日：各区間での復旧工事が完了し、神戸線が全線開通[3]。
- 2013年（平成25年）12月21日：駅番号を導入[4][5]。

## 駅構造
相対式ホーム2面2線を有する地上駅である。ホームは東側で芦屋川を跨いでいる。
駅舎は芦屋川の西岸にあり、改札口はその1階にある1か所のみ。分岐器や絶対信号機を持たないため、停留所に分類される。
トイレは大阪方面ホームにある。

### のりば
| 号線 | 路線      | 方向 | 行先         |
| ---- | --------- | ---- | ------------ |
| 1    | ■神戸本線 | 下り | 神戸三宮方面 |
| 2    | ■神戸本線 | 上り | 大阪梅田方面 |

※実際には構内にのりば番号表記はないが、スマートフォン向けアプリ「阪急沿線ナビ TOKKアプリ」の発車案内機能では、神戸三宮方面が1号線、大阪梅田方面が2号線と表示されている。

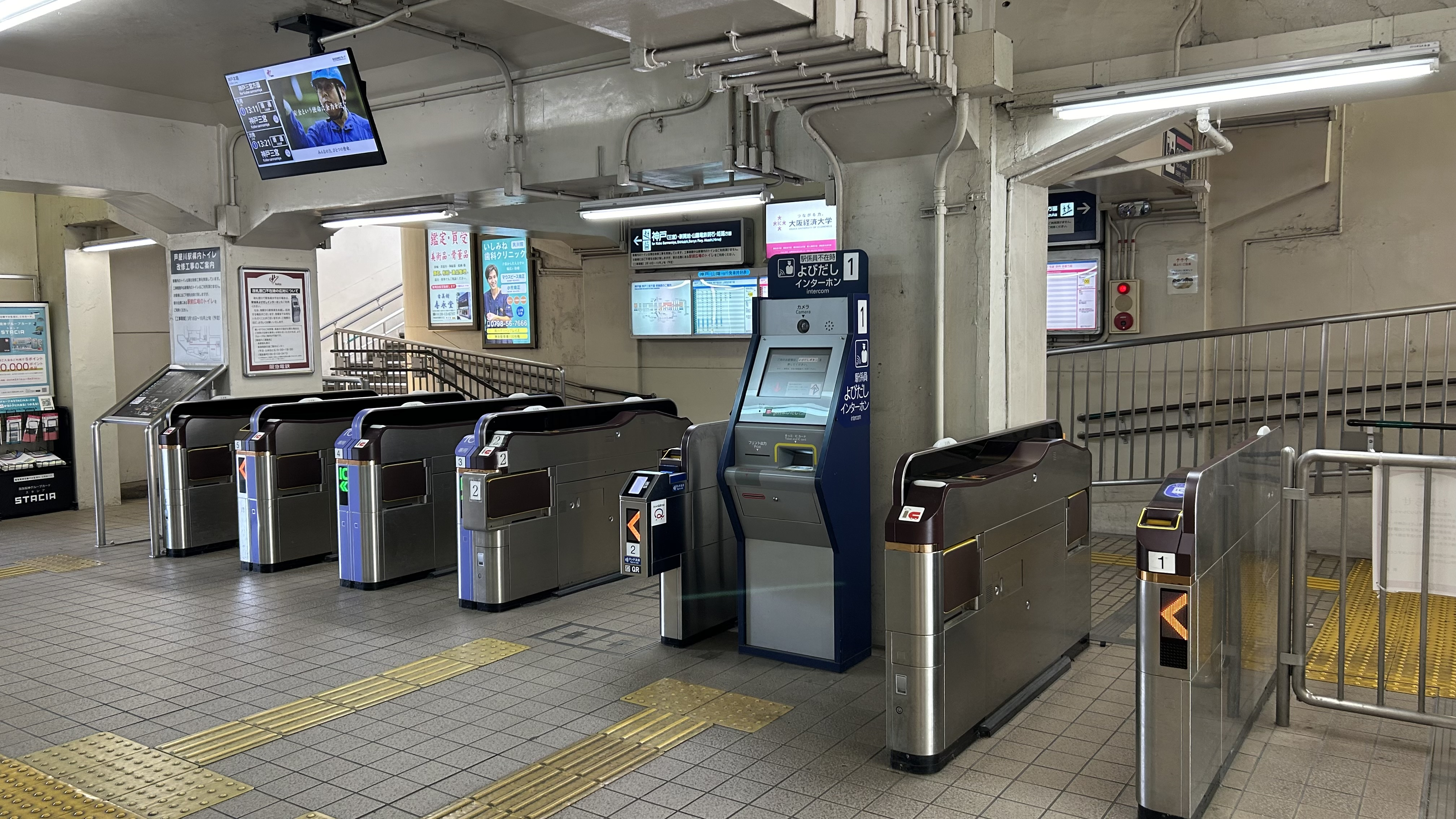
改札口
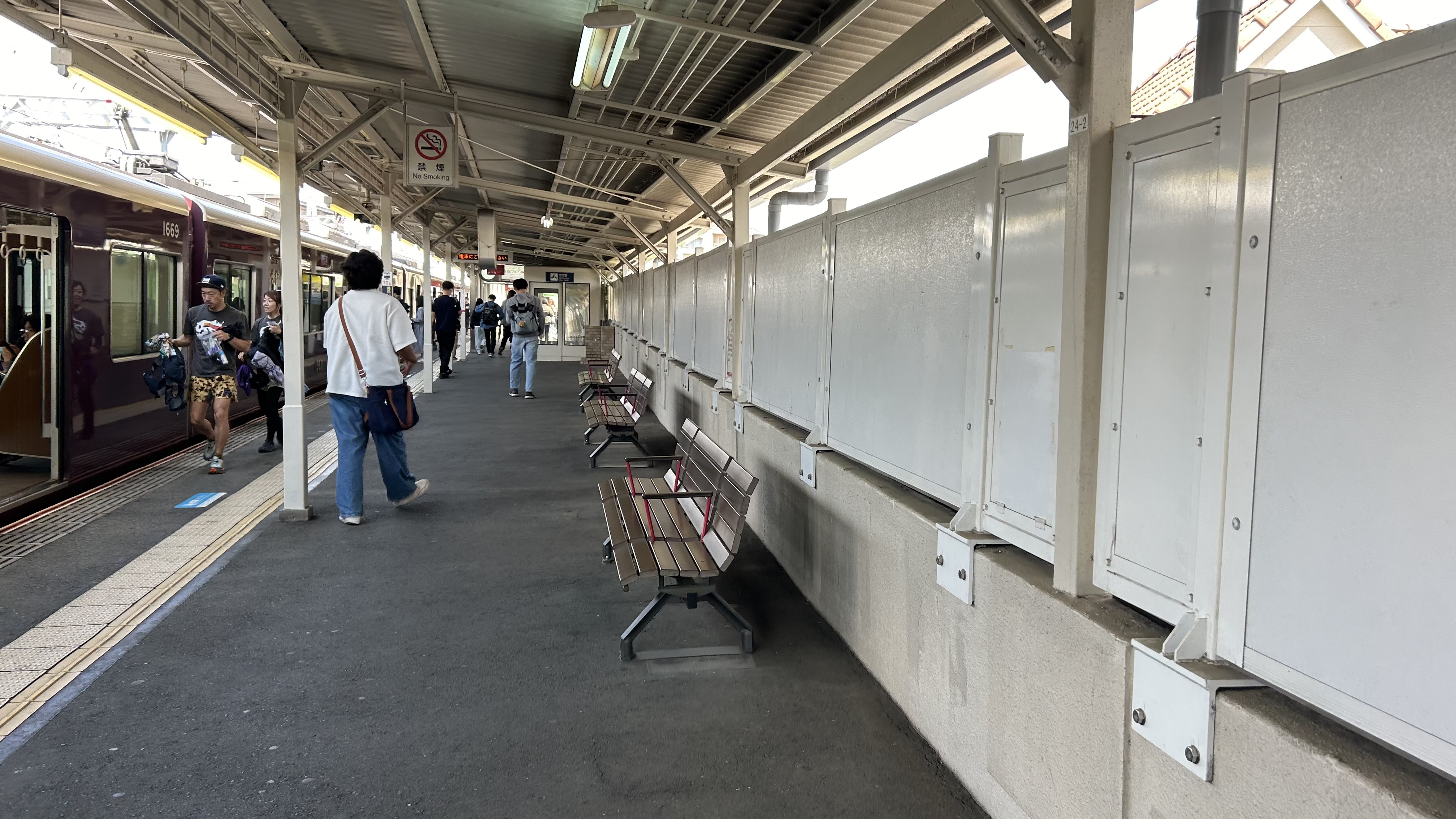
神戸方面ホーム
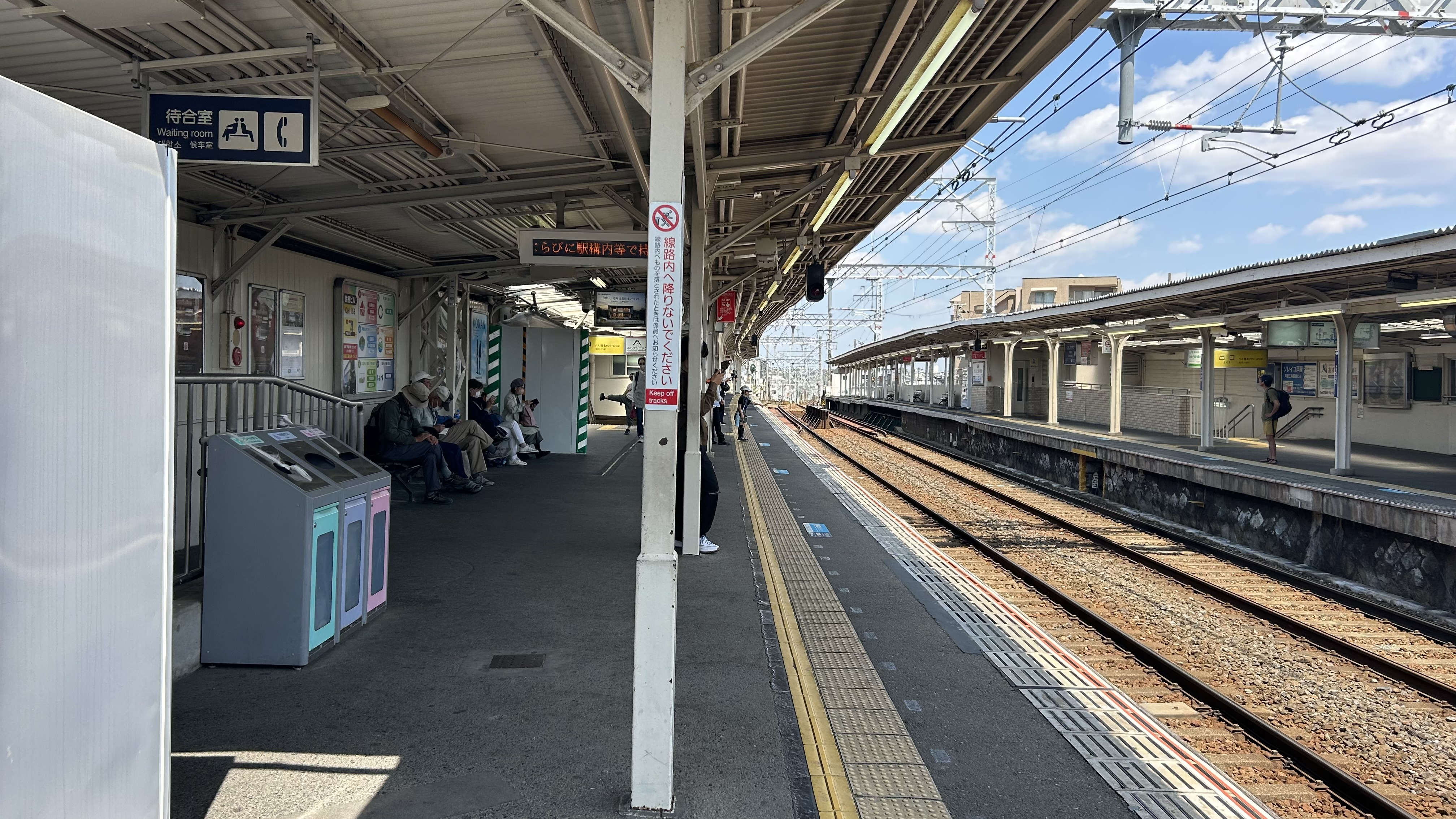
大阪方面ホーム
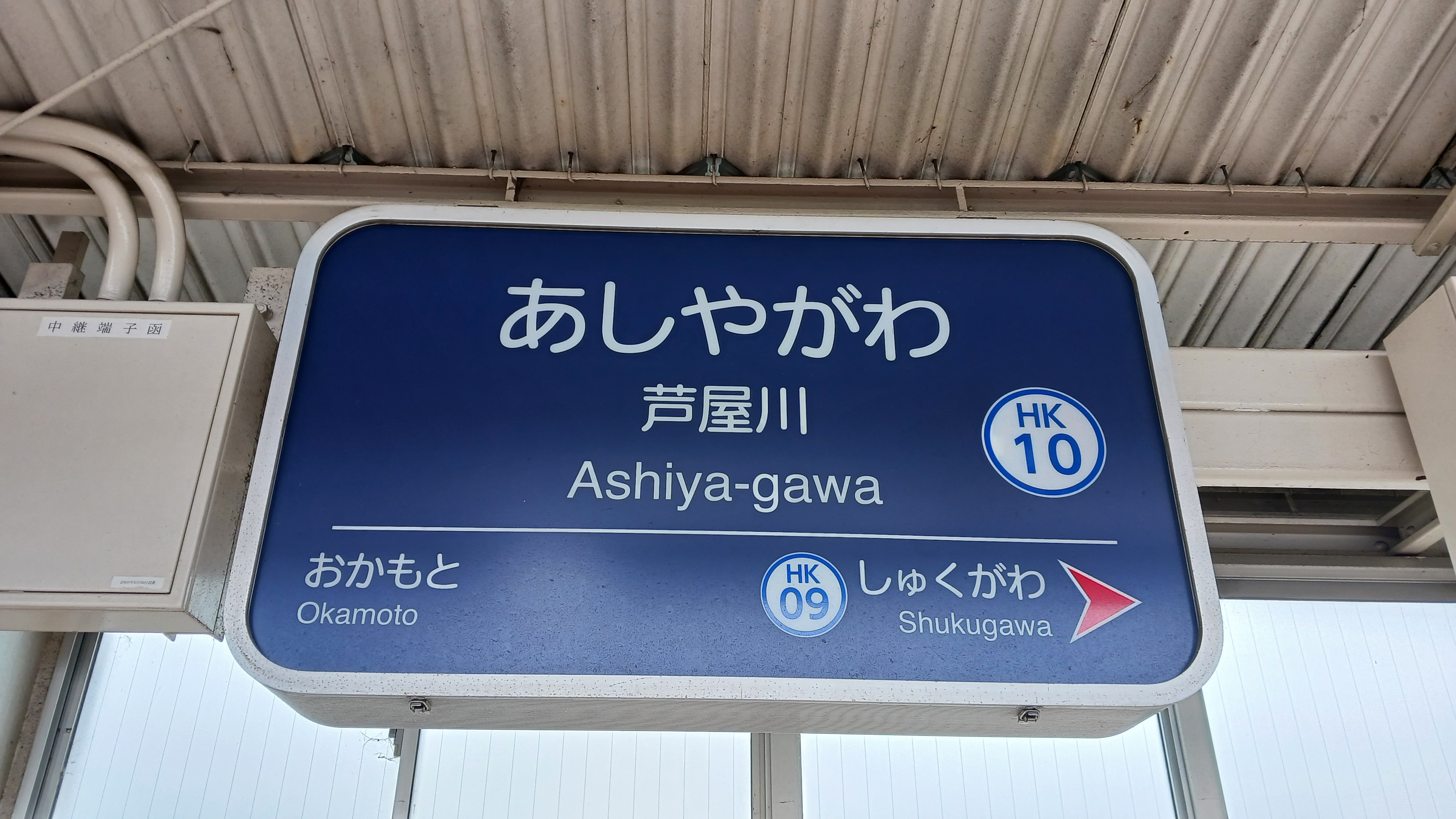
駅名標

## 利用状況
2023年度の通年平均の乗降人員は13,820人である。阪急電鉄の駅では吹田駅に次いで第54位。
近年の1日平均乗降・乗車人員の推移は下表のとおりである。
| 年度               | 1日平均 乗降人員 | 1日平均 乗車人員 | 出典             |
| ------------------ | ---------------- | ---------------- | ---------------- |
| 1990年（平成02年） | 26,356           | 13,007           | [ 芦屋市統計 1 ] |
| 1992年（平成04年） | 23,359           | 11,684           | [ 芦屋市統計 1 ] |
| 1995年（平成07年） | 16,426           | 7,918            | [ 芦屋市統計 2 ] |
| 2000年（平成12年） | 17,483           | 8,588            | [ 芦屋市統計 2 ] |
| 2001年（平成13年） | 17,242           | 8,561            | [ 芦屋市統計 2 ] |
| 2002年（平成14年） | 17,128           | 8,539            | [ 芦屋市統計 2 ] |
| 2003年（平成15年） | 16,676           | 8,258            | [ 芦屋市統計 2 ] |
| 2004年（平成16年） | 17,166           | 8,418            | [ 芦屋市統計 2 ] |
| 2005年（平成17年） | 17,217           | 8,513            | [ 芦屋市統計 2 ] |
| 2006年（平成18年） | 17,313           | 8,613            | [ 芦屋市統計 3 ] |
| 2007年（平成19年） | 18,050           | 8,647            | [ 芦屋市統計 3 ] |
| 2008年（平成20年） | 17,294           | 8,296            | [ 芦屋市統計 3 ] |
| 2009年（平成21年） | 17,446           | 8,649            | [ 芦屋市統計 3 ] |
| 2010年（平成22年） | 17,996           | 8,882            | [ 芦屋市統計 3 ] |
| 2011年（平成23年） | 17,998           | 8,906            | [ 芦屋市統計 3 ] |
| 2012年（平成24年） | 17,616           | 8,753            | [ 芦屋市統計 3 ] |
| 2013年（平成25年） | 17,132           | 8,409            | [ 芦屋市統計 3 ] |
| 2014年（平成26年） | 16,163           | 8,012            | [ 芦屋市統計 3 ] |
| 2015年（平成27年） | 18,220           | 9,040            | [ 芦屋市統計 3 ] |
| 2016年（平成28年） | 17,437           | 8,277            | [ 芦屋市統計 3 ] |
| 2017年（平成29年） | 17,824           | 8,813            | [ 芦屋市統計 3 ] |
| 2018年（平成30年） | 17,519           | 8,708            | [ 芦屋市統計 3 ] |
| 2019年（令和元年） | 17,805           | 8,839            | [ 芦屋市統計 4 ] |
| 2020年（令和２年） | 11,806           |                  |                  |

## 駅周辺
- 芦屋川
- 阪急タクシー 乗り場（駅南側）
- パセオ芦屋
- 芦屋西山郵便局
- 滴翠美術館
- 俵美術館
- 旧山邑家住宅（ヨドコウ迎賓館）
- 兵庫県道344号奥山精道線（ライト坂）

### バス路線
改札口前の南北に延びる道路沿いに、阪急バスが阪急芦屋川駅停留所を設けており、芦屋市内方面に向かう数多くの路線が発着している。
のりばは改札口南側に3箇所、北側に1箇所のあわせて4箇所ある。このうち2・3番のりばの発着となる路線はJR芦屋（うち1番のりばについては8・13系統・深夜バスが「JR芦屋南口」停留所）を経由する。
| のりば | 路線名     | 系統・行先                                                  | 備考                               |
| ------ | ---------- | ----------------------------------------------------------- | ---------------------------------- |
| 1      | 芦屋市内線 | 1系統：潮見町・緑町・芦屋浜営業所前・新浜町                 |                                    |
| 1      | 芦屋市内線 | 2系統：潮見町・若葉町・芦屋浜営業所前                       | 朝のみの運行                       |
| 1      | 芦屋市内線 | 2系統【深夜バス】：JR芦屋駅（南口）・潮見町・芦屋浜営業所前 |                                    |
| 1      | 芦屋市内線 | 8系統：JR芦屋駅（南口）・呉川町・若葉町・芦屋浜営業所前     | 夕方のみの運行                     |
| 1      | 芦屋市内線 | 13系統：JR芦屋駅（南口）・阪神打出・新浜町・芦屋浜営業所前  |                                    |
| 2      | 芦屋市内線 | 5系統：JR芦屋駅・岩ヶ平・日出橋・苦楽園・阪急夙川駅         |                                    |
| 2      | 芦屋市内線 | 6系統：JR芦屋駅・岩園町・苦楽園循環                         |                                    |
| 2      | 芦屋市内線 | 9系統：JR芦屋駅・東山町・芦屋病院循環                       | 深夜バスとして甲南高校前行きも運行 |
| 3      | 芦屋有馬線 | 101系統：JR芦屋駅・芦屋市総合公園前・浜風大橋南・新浜町     |                                    |
| 3      | 芦屋有馬線 | 106系統：JR芦屋駅・芦屋市総合公園前・涼風町東・浜風大橋南   | 深夜バスも運行                     |
| 3      | 芦屋有馬線 | 111系統：JR芦屋駅・阪神芦屋駅                               | 早朝に1本のみの運行                |
| 4      | 芦屋有馬線 | 111系統：山手町・奥池・芦屋ハイランド方面                   |                                    |
| 4      | 芦屋市内線 | 15系統：山手町・甲南高校前・芦屋病院前方面                  |                                    |

## 隣の駅
阪急電鉄
■神戸本線
■特急・■通勤特急・■準特急
通過
■急行・■快速・■普通
夙川駅 (HK-09) - 芦屋川駅 (HK-10) - 岡本駅 (HK-11)

#### 本文中の出典
1. ↑  『阪急ステーション』阪急電鉄株式会社コミュニケーション事業部〈阪急ワールド全集 4〉、2001年、60頁。ISBN 4-89485-051-6。
2. 1 2 3 4 5 6 7 8  『兵庫の鉄道全駅 私鉄・公営鉄道』神戸新聞総合出版センター、2012年12月10日、79頁。ISBN 9784343006745。
3. 1 2 3 4  曽根悟（監修） 著、朝日新聞出版分冊百科編集部 編『週刊 歴史でめぐる鉄道全路線 大手私鉄』 12号 阪神電気鉄道 阪急電鉄 2、朝日新聞出版〈週刊朝日百科〉、2010年10月、27-29頁。ISBN 978-4-02-340142-6。
4. ↑  『「西山天王山」駅開業にあわせて、「三宮」「服部」「中山」「松尾」4駅の駅名を変更し、全駅で駅ナンバリングを導入します』（PDFlink）（プレスリリース）阪急電鉄株式会社、2013年4月30日。オリジナルの2013年12月15日時点におけるアーカイブ。2016年4月8日閲覧。
5. ↑  “阪急電鉄：21日から駅名変更 宝塚線、中山駅→中山観音駅 神戸線、三宮駅→神戸三宮駅 京都線新駅開業に合わせ”. 毎日新聞（朝刊） (毎日新聞社):  p. （地方版／兵庫）p.24. (2013年12月19日) {{cite news}}: |date=の日付が不正です。 (説明)⚠
6. ↑  Corporation, Hankyu. “芦屋川駅構内図 | 時刻表 構内図 おでかけ情報”. 阪急電鉄. 2025年5月21日閲覧。
7. ↑  “駅別乗降人員｜路線・駅｜阪急電鉄”. 2024年11月25日閲覧。

#### 利用状況の出典
芦屋市統計
1. 1 2  “芦屋市統計書 平成15年版” (PDF).   芦屋市. p. 73 (2004年4月). 2021年8月20日閲覧。
2. 1 2 3 4 5 6 7  “芦屋市統計書 平成18年版” (PDF).   芦屋市. p. 73 (2007年4月). 2021年8月20日閲覧。
3. 1 2 3 4 5 6 7 8 9 10 11 12 13  “芦屋市統計書 令和元年版” (PDF).   芦屋市. p. 71 (2020年9月). 2021年8月20日閲覧。
4. ↑  “芦屋市統計書 令和２年版” (PDF).   芦屋市. p. 72 (2021年9月). 2021年9月11日閲覧。

阪急電鉄の1日平均利用客数
1. ↑  阪急電鉄株式会社. “駅別乗降人員｜阪急電鉄”. 2024年11月25日閲覧。